# Крайцери проект 26
Крайцери проект 26 са тип леки крайцери на ВМФ на СССР от времето на Втората световна война.

## История на създаването
В края на 1930 г. специална комисия под ръководството на началника на Техническото управление на УВМС РККА А. К. Сивков в Италия води преговори за придобиване от СССР на редица военни кораби различни типове, в т.ч. и леки крайцери. Началникът на Морските сили на РККА Владимир Орлов проявява най-голям интерес към леките скоростни крайцери тип „Кондотиери“ (на италиански: Condottieri).
Тъй като италианците отказват да продадат готов крайцер, през януари 1932 г. Владимир Орлов се обръща към наркомвоенмора К. Е. Ворошилов с предложението или да се поръча крайцер на италианския завод за последващо копиране, или да се строят крайцерите на съветски заводи с помощта на италиански специалисти. През февруари 1932 г. Орлов изразява увереност, че вместо модернизация и превъоръжаване на крайцерите от дореволюционните проекти следва да се строят нови кораби, съответстващи на съвременните технически и военни изисквания.
На 15 април 1932 г. Владимир Орлов утвърждава подписаното от началника на Учебно-строевото управление на ВМС Е. С. Панцержанский оперативно-тактическо задание за разработка на проект за лек крайцер, предназначен за подсигуряване на бойните действия на подводниците при своите бази и в морето, разузнаване и поддръжка на разузнаването и атаките на есминците, атаки (отразяване) на десанта на противника и подсигуряване на собствените тактически десанти, участия в комбиниран удар на силите на флота по противника в морето, бой с крайцерите на противника. Съгласно ОТЗ, крайцера трябва да има четири 180 mm оръдия (в две двуоръдейни кули на носа и кърмата), четири 100 mm универсални и четири 45 mm зенитни оръдия, четири 12,7 mm картечници, два тритръбни торпедни апарати, четири двуместни изтребителя ДИ-6 на два катапулта; максимална скорост ход 37 – 38 възела, далечина на плаване на икономичен ход 3000 – 3600 мили и стандартна водоизместимост не повече от 6000 t. Предвиден е и вариант с три двуоръдейни кули – две на носа и една на кърмата.
Предескизното проектиране е поръчано на корабостроителната секция на Научно-техническия комитет (НТК) под ръководството на Ю. А. Шиманский.
През лятото на 1932 г. комисията на ВМС и „Союзверфи“ с участието на главния инженер на ЦКБС-1 В. А. Никитина подписва с фирмата „Ансалдо“ договор за предоставяне на съветската страна на един комплект енергетична установка и спомагателни механизми за крайцер от типа „Раймондо Монтекуколи“ (увеличен тип „Кондотиери“) с теоретичен чертеж. Съгласно договора италианската страна също поема консултациите по проектирането и техническата помощ за организиране на стапелните работи и производството на котлите, турбините и спомагателните механизми.
Предварителните разчети, изпълнени през 1932 – 1933 г. от НИВК ВМС, потвърждават възможността за поставяне на шест 180 mm оръдия в три кули при увеличаване на стандартната водоизместимост до 6500 тона и съкратяване на броя на носените самолети до два КР-2. Бронирането на корпуса е разчетано да осигури защита от попадение на 152 mm снаряд на дистанции 85 – 115 кабелтови при курсови ъгли 0 – 50° и 130 – 180°.
На 19 март 1933 г. Владимир Орлов утвърждава „Тактическо задание за лек крайцер с механизмите (турбините) на италианския крайцер „Монтекуколи“ с мощност 106 – 120 хил. к.с“. На 20 април 1933 г. Орлов утвърждава ескизен проект на крайцера. На 8 май Управлението на ВМС сключва с ЦКБС-1 (ЦКБ-17) договор за разработката на техническия проект. Ръководител на проекта става началника на корпусния отдел на бюрото А. И. Маслов. Главен наблюдаващ от ВМС е В. П. Благовещенский. Проектът получава номер 26.
За основа на проекта е взет теоретичния чертеж на лекия крайцер „Еудженио ди Савоя“ от типа „Дука д'Аоста“, още по-голям, отколкото е „Монтекуколи“, за който изначално е и предназначена закупената в Италия ГЕУ.
На 5 октомври 1934 г. на съвещание в АНИМИ инженерът на Ленинградския металически завод А. А. Флоренский, ръководещ разработката на кулите на главния калибър, предлага да се поставят във всяка кула на ГК по три оръдия в една люлееща се част, което ще увеличи масата на всяка кула с 30 тона. На 5 ноември предложението е прието и проектът е съответно коригиран. Освен изменение на въоръжението, разположението на погребите и бронирането са изменени и кърмовите обводи на корпуса и конструкцията на форщевена (с оглед поставянето на противоминни паравани), а кърмовата оконечност вместо крайцерска получава транцева форма. За разлика от напречната система на набора, използвана в оригиналния италиански проект, корпусът на съветския крайцер е решено да се строи по смесената система: в средната част се използва надлъжната система с шпация на рамковите шпангоути 750 mm, а в краищата – напречна, с шпация 500 mm. Непотопимостта е подсигурена при наводняване на кои и да е три долепени отсека. Палубната и бордовата броня са включени в състава на основните връзки, подсигурявайки и общата надлъжна здравина. Вследствие на измененията в системата на набора и значителното увеличаване на дебелината на палубната броня, корпусите на крайцерите от проект 26 са значително по-здрави от корпусите на италианските кораби.
Главните турбозъбни агрегати (ГТЗА) са модифицирани с цел увеличаване на мощността. По предварителни разчети се очаква, че при водоизместимост около 7700 тона крайцерът ще има на изпитанията не по-малко от 37 възела, при форсиране на турбините до 126 500 к.с.
На 29 октомври 1934 г. проектът е утвърден от СТО.

## Конструкция
Стандартна водоизместимост – 7170 t, нормална – 7700 t и пълна – 8800 t (фактическата пълна водоизместимост на „Киров“ е 9436, на „Ворошилов“ – 9550 тона), най-голяма дължина – 191 m, ширина без бронята – 17,56, височина на борда при мидъла – 10,1, газене при нормална водоизместимост – 5,27 m. Корпусът има полубачна архитектура и е разделен на 19 водонепроницаеми отсека. От 61-вия до 224-тия шпангоут дъното е двойно. Конструктивна противоторпедна защита няма. На практика, при пълна водоизместимост корабите лежат на почти ровен кил. Според изразходването на горивото получават неголям диферент по носа.

### Въоръжение
Въоръжението на крайцера съставляват девет 180-mm оръдия Б-1-П в три кули МК-3-180, разположени в диаметралната плоскост (носовите една над друга), шест 100-mm универсалн оръдия Б-34БМ в палубни установки, шест 45-mm зенитни полуавтомати, четири 12,7-mm картечници ДШК, два тритръбни торпедни апарата 39-Ю калибър 533 mm, два хидросамолета разузнавачи КОР-1 с катапулт тип „Хенкел“, 164 якорни мини образец 1912 г. или 100 якорни мини КБ-1, 2 бомбомета БМБ-1 с боезапас от 20 големи и 30 малки дълбочинни бомби.
По време на Великата Отечествена война е решено да се усили зенитното въоръжение. 45-mm полуавтомати са заменени с 10 – 15 37-mm автомати 70К, броят на картечниците ДШК достига 12.
Управлението на огъня на артилерията на ГК се осъществява от системата за ПУС „Молния“, която включва централен автомат на стрелбата, визьори за централна наводка, три 6-метрови стереодалекомера ДМ-6 (в КДП на фокмачтата) и по един такъв далекомер във всяка кула на главния калибър.
Управлението на стрелбата на 100-mm оръдия се осъществява от системата за МПУАЗО „Горизонт“, състояща се от стабилизирани по ъгъл на крена постове за наводка с 3-метрови далекомери тип ДМ-3.
Зенитната артилерия за близък бой няма специална система за управление на огъня. Целеуказанието се осъществява от командирите на батареите.
Средствата за откриване на подводни лодки се състоят от шумопеленгаторната станция „Арктур“. Радиовъоръжението на системата „Блокада-2“ включва 5 предавателя, 17 приемника и 2 радиостанции. Маскировката се осигурява от паронефтената димоапаратура ДА-1, химическата от ДА-2 и запас димни шашки.

### Брониране
Бордовият брониран пояс е с ширина 3,4 метра, дължина 121 метра и дебелина 50 mm. Бронирането на траверсите, барбетите и палубата е 50 mm; покривът и фронта на кулите на ГК – 70 mm, страничните и задните стени на кулите на ГК – 50 mm; стените на бойната рубка – 150 mm, покривът на бойната рубка – 50 mm; рулевото и румпелното отделение – 30 mm; постовете за насочване на торпедните апарати – 14 mm; КДП на главния калибър – 8 mm; стабилизираните постове за насочване и щитовете на 100 mm оръдия – 7 mm. Бронята е хомогенна.

### Силова установка
Главната енергетична установка се състои от две ГТЗА по 55 000 к.с. (при честота на въртене на гребния винт 290 rpm) с три турбини за преден и две турбини за заден ход всяка и шест водотръбни котли тип „Яроу-Норман“ с параметри на парата: температура от 325 °C, налягане 23 atm, КПД на котлите – 72%. Електрооборудването на кораба работи на постоянен ток с напрежение от 230 V и се снабдява с електроенергия от четири турбогенератора и два дизел-генератора с мощност по 165 kW всеки. На стоянка турбогенераторите се захранват с пара от два спомагателни котела, поместени в кърмовата надстройка.
Нормалният запас гориво съставлява 640 тона, пълният – 1280 тона мазут.
Скоростта на хода при водоизместимост 7700 t е 37 възела, далечината на плаване при икономичен ход (18 въз.) – 3000 мили.

### Екипаж
Щатът за екипаж при мирно време съставлява 54 офицера, 148 старшини и 532 краснофлотеца. Офицерите и старшините на екипажа имат каюти, а краснофлотците в единадесет кубрика с койки на три нива. На крайцерите има оборудван клуб с киноустановка, бани, душове, механична пералня, фризьорски салон, лазарет и амбулатория.
За да се сместят в изисквания на техническото задание по водоизместимост трябва да се откажат от кърмовата група артилерийски постове за оръдията на главния калибър и резервни торпеда, да се намали боезапаса за 100-mm оръдия, да се облекчи конструкцията на фокмачтата. Като експеримент кърмовата ходова рубка, редица второстепенни прегради и ограждения, сходни и вентилационни шахти са направени от дуралуминий. Въпреки това изпитанията на главния кораб показват 890-тонно претоварване.

## Изпитания
На официалните ходови изпитания, при водоизместимост около 8900 t (повече отколкото пълната проектна), „Киров“, при максимална мощност на турбините при валовете 113 500 к.с., не развива зададената в проекта скорост, показвайки 35,94 възела. Изпитанията на крайцера „Ворошилов“ са по-успешни. Той развива 36,72 възела при 122 500 к.с. По фактически разход на гориво показателите при икономична скорост се оказват по-добри от разчетните и далечината при икономичен ход съставя 3750 мили вместо 2680.

## Проект 26-бис
Започвайки от третия кораб на серията, „Максим Горки“, крайцерите се строят по изменен проект – 26бис. Основните изменения засягат архитектурата на носовата надстройка – четириногата фокмачта е заменена с куполообразна, за да се осигури кръгов обзор от бойната рубка, да се снижат вибрациите в разположения на мачтата КДП, да се намали силуетът на крайцера и да се увеличи зоната на обстрел на 100-mm оръдия в носовите ъгли. Освен това са поставени по-съвършени системи прибори за управление на стрелбата на главния калибър – „Молния-АЦ“ и морски прибори за управление на артилерийския зенитен огън „Горизонт-2“. В системата на МПУАЗО влизат два разположени побордно стабилизирани визьорни поста (СВП). Стабилизацията се осъществява по ъгъл на крена, което повишава резултативността на стрелбата по въздушни цели.
Броневата защита на борда е увеличена до 70 mm. За увеличение на далечината на плаване пълният запас гориво е доведен до 1310 тона при известно намаляване на запаса бензин за самолетите. Поставени са катапулти тип ЗК-1Б.

## Представители на проекта
| Проект | Име         | Заложен             | Спуснат на вода     | Дата на влизане в строй | Флот        | Дата на изважане от списъците |
| ------ | ----------- | ------------------- | ------------------- | ----------------------- | ----------- | ----------------------------- |
| 26     | „Киров“     | 22 октомври 1935 г. | 30 октомври 1936 г. | 26 септември 1938 г.    | Балтийски   | 1975 г.                       |
| 26     | „Ворошилов“ | 15 октомври 1935 г. | 28 юни 1937 г.      | 20 юни 1940 г.          | Черноморски | 2 март 1973 г.                |

## Оценка на проекта
Прототип за проекта са италианските леки крайцери и по водоизместимост проект 26 съответства на леките крайцери в другите страни, но поради увеличения до 180 mm главен калибър според нормативите на международните морски договори от 1930-те години корабите могат да бъдат отнесени към подтипа на тежките крайцери,макар водещите корабостроителни държави да въвеждат за себе си мораториум за строителството на тежки крайцери, строителството на подобни крайцери е разрешено на Съветския съюз според условията на Англо-съветското морско съглашение.
Към позитивите на проекта се отнасят силното артилерийско въоръжение, развитите средства за автоматизирано управление на огъня, мощната енергетична установка, високата скорост, ефективните средства за борба за живучест. Далечината на стрелба на оръдията от главния калибър на проектите 26/26-бис (211 кбт., 38,6 km) с 20 – 30% превъзхождат показателите за 203 mm оръдия на всеки един от „вашингтонските“ тежки крайцери, което е заплатено с доста по-бързо износване на оръдейните стволове. При това на дистанции 80 – 120 кбт. много от леките крайцери имат превъзходство по огнева мощ над проект 26 за сметка на високата скорострелност на оръдията калибър 152 mm.
Измененията, внесени в системата на набор на корпуса и в конструкцията на енергетичната установка, позволяват на крайцерите от проект 26 да са по-здрави и по-мощни от техните италиански прототипи.
Крайцерите от проект 26 стават първата съветска серия големи бойни кораби и започват историята на цяло поколение съветски артилерийски крайцери. Независимо от всичките им „детски болести“, може да се каже, че съветските „леко-тежки“ крайцери се оказват достойни кораби.

## Нумизматика
- На 7 февруари 2020 г. Банката на Русия пуска в обращение паметната монета с номинал 25 руби „Конструктор оружия А. И. Маслов“ от серията „Оружие Великой Победы“ (конструкторы оружия) с изображението на лекия крайцер от проект 26 „Киров“[12];

## Коментари
1. ↑  С оглед на доминиращата роля на авиацията, започвайки от 1930-те години, това е голям недостатък, присъщ на всички, без изключение, кораби довоенна постройка (виж Лидерът „Ташкент“.